# Hydropsyche kawamurai
Hydropsyche kawamurai är en nattsländeart som beskrevs av Tsuda 1940. Hydropsyche kawamurai ingår i släktet Hydropsyche och familjen ryssjenattsländor. Inga underarter finns listade i Catalogue of Life.